# Philippe Della Casa
Philippe Della Casa (* 1962) ist ein Schweizer Prähistoriker.

## Leben
Von 1981 bis 1989 studierte er an der Universität Zürich (1981–1984, 1986–1989) und der FU Berlin (1984–1985). Fächer: Ur- und Frühgeschichte, Klassische Archäologie, Alte Geschichte. Zusätzliche Ausbildung in Anthropologie, Paläozoologie und Vorderasiatischer Altertumskunde (1989: Lizentiat in Ur- und Frühgeschichte an der Phil. Fakultät der Universität Zürich (Margarita Primas). Titel der Arbeit: «Der römische Gutshof von Alpnach (Kt. Obwalden) – Aspekte der römischen Besiedlung der Innerschweiz»./1994: Doktorat an der Phil. Fakultät der Universität Zürich (Margarita Primas). Titel der Arbeit: «Die bronzezeitliche Nekropole Velika Gruda (Ops. Kotor, Montenegro) – Fundgruppen der mittleren und späten Bronzezeit zwischen Adria und Donau».). Von 1995 bis 1997 hatte er ein Habilitationsstipendium, tri-nationales Forschungsprojekt im Alpenraum. Nach der Habilitation 1999 (venia legendi) im Fachbereich Ur- und Frühgeschichte an der Phil. Fakultät der Universität Zürich. Titel der Schrift: «Prähistorische Siedlungsdynamik und Ressourcennutzung in den Alpen» war er von 2000 bis 2002 Kurator für den Bereich Eisenzeit am Schweizerischen Landesmuseum. Von 2000 bis 2001 hatte er eine Gastprofessur an der Université Paris 1 Panthéon-Sorbonne, U.M.R. Archéologie et Sciences de l'Antiquité. 2002 erhielt er die Berufung auf den Lehrstuhl für Ur- und Frühgeschichte der Universität Zürich.
Seine Forschungsschwerpunkte sind Feld- und Grundlagenforschung, Methoden und Theoriebildung, insbesondere in den Bereichen Siedlungs- und Landschaftsentwicklung, Wirtschafts- und Sozialarchäologie. Die geographischen Schwerpunkte liegen in West-, Mittel- und Südosteuropa, die zeitlichen im Früh- und Spätneolithikum (Kupferzeit), in der Bronze- und Eisenzeit sowie der römischen Periode.

## Schriften (Auswahl)
- als Herausgeber: Mesolcina praehistorica. Mensch und Naturraum in einem Bündner Südalpental vom Mesolithikum bis in römische Zeit. Bonn 2000, ISBN 3-7749-2969-6.
- Landschaften, Siedlungen, Ressourcen. Langzeitszenarien menschlicher Aktivität in ausgewählten alpinen Gebieten der Schweiz, Italiens und Frankreichs. Montagnac 2002, ISBN 2-907303-58-9.
- als Herausgeber mit Martin Trachsel: Wetland economies and societies. Proceedings of the international conference Zurich, 10–13 March 2004. Zürich 2005, ISBN 3-03-400757-4.
- als Herausgeber mit Eckhard Deschler-Erb: Rome's internal frontiers. Proceedings of the 2016 RAC session in Rome. Zürich 2016, ISBN 978-3-0340-1344-4.